# NGC 6822
NGC 6822 је галаксија у сазвежђу Стрелац која се налази на NGC листи објеката дубоког неба.
Деклинација објекта је - 14° 48' 23" а ректасцензија 19h 44m 56,6s. Привидна величина (магнитуда) објекта NGC 6822 износи 8,7 а фотографска магнитуда 9,3. Налази се на удаљености од 0,493 милиона парсека од Сунца. NGC 6822 је још познат и под ознакама IC 4895, MCG -2-50-6, DDO 209, IRAS 19421-1455, Barnard's galaxy, PGC 63616.
Име је добила по чувеном америчком строному, Едварду Емерсону Барнарду.